# 岩谷健司
岩谷 健司（いわや けんじ、1970年2月25日 - ）は、日本の俳優。青森県出身。ディケイド（BIRD LABEL）所属。
かつてはWAHAHA本舗に所属していた。1999年に退団後は「フキコシ・ソロ・アクトライブ」演出助手のほか、村松利史プロデュース公演、山内ケンジがプロデュースする舞台「城山羊の会」などに出演。2010年代中盤より、ドラマ、映画など映像作品への出演も増えている。

## 出演

### テレビドラマ
- 月曜ドラマスペシャル 女借金取り VS 買いまくる女 新宿ホスト殺人事件（1998年11月2日、TBSテレビ）
- 美容エステ探偵～悪魔のフィアンセ～（2000年6月16日、フジテレビ） - 日比野 役
- 貫太ですッ!（2003年、東海テレビ制作昼の帯ドラマ）
- テレビ東京開局45周年ドラマスペシャル シューシャインボーイ（2010年3月24日、テレビ東京）
- AXNミステリーからの挑戦状「シェリー酒は死の香り」（2013年3月19日・26日、AXNミステリー）
- 天魔さんがゆく 第5話（2013年8月19日、TBSテレビ） - 大蔵 役
- イタズラなKiss2〜Love in TOKYO（2014年、フジテレビ）
- リバースエッジ 大川端探偵社 第7話（2014年5月31日、テレビ東京） - 中年男 役
- ブラック・プレジデント 第6話（2014年5月13日、フジテレビ）
- サムライせんせい（2015年10月 - 12月、テレビ朝日）
- OLですが、キャバ嬢はじめました（2016年、毎日放送）
- ラヴソング（2016年、フジテレビ）
- 未解決事件File.05 ロッキード事件（2016年7月23日、NHK総合）
- スニッファー 嗅覚捜査官（2016年10月22日 - 12月3日、NHK総合）
- メディカルチーム レディ・ダ・ヴィンチの診断（2016年10月11日 - 12月13日、関西テレビ）
- 嘘なんてひとつもないの 第3話（2017年3月21日、NHK BSプレミアム）
- 櫻子さんの足下には死体が埋まっている 第8話（2017年6月11日、フジテレビ） - 木田 役
- ハロー張りネズミ 第6話（2017年8月19日、TBSテレビ） - 刑事 役
- 獣になれない私たち 第2話（2018年10月17日、日本テレビ）
- この世界の片隅に 第8話（2018年9月9日、TBSテレビ）
- 健康で文化的な最低限度の生活 第5話（2018年8月14日、関西テレビ） - あおい荘の住人 役
- 99.9-刑事専門弁護士- SEASON II 最終話（2018年3月18日、TBSテレビ） - 刑事 役
- モブサイコ100 第1話・第7話（2018年1月19日・3月2日、テレビ東京）
- ちょい☆ドラ 2019 「斬る女」（2019年1月12日、NHK総合）
- よつば銀行 原島浩美がモノ申す!〜この女に賭けろ〜 第4話（2019年2月11日、テレビ東京） - 吉田辰雄 役
- 平成物語 なんでもないけれど、かけがえのない瞬間（2019年3月19日 - 3月23日、フジテレビ） - 金子 役
- NHK連続テレビ小説
  - なつぞら（2019年7月 - 9月） - 島貫健太 役
    - なつぞらSP 秋の大収穫祭「とよさんの東京物語」（2019年11月2日、NHK BSプレミアム）

  - ちむどんどん 第12回（2022年4月26日） - 真境名商事社長 役
- 潤一 第3話（2019年7月27日、関西テレビ）
- 時効警察はじめました 第3話（2019年10月25日、テレビ朝日） - 田島貴 役
- みをつくし料理帖スペシャル 後編（2019年12月21日、NHK総合） - 井筒屋 役
- 悪魔の弁護人・御子柴礼司 〜贖罪の奏鳴曲〜 最終話（2020年1月25日、東海テレビ） - 氏家 役
- 病室で念仏を唱えないでください 第5話（2020年2月14日、TBSテレビ）
- 土曜ドラマ 三浦部長、本日付けで女性になります。（2020年3月21日、NHK総合）[3]
- 福岡恋愛白書15 消えない恋の花火（2020年3月27日、九州朝日放送） - 佐久間先生 役
- 有村架純の撮休 第7話（2020年5月2日、WOWOW）
- 今夜はコの字で 第1話（2020年1月7日、BSテレ東） - 佃島 役
- 56年目の失恋（2020年7月11日、NHK BSプレミアム） - 西島一雄 役
- スポットライト 第11話（2020年9月15日、TOKYO MX）
- 共演NG（2020年10月26日 - 12月14日、テレビ東京） - 戸沢寛治 役[4]
- 恋する母たち 第6話（2020年11月27日、TBSテレビ） - 潮田 役
- 俺の家の話 第九話（2021年3月19日、TBSテレビ） - 観山流・門弟 役
- 大豆田とわ子と三人の元夫 第2話（2021年4月20日、フジテレビ） - グルメ社長 役
- 東野圭吾「さまよう刃」（2021年5月15日 - 6月26日、WOWOW）
- 漂着者（2021年7月24日 - 9月24日、テレビ朝日） - 佐々木文雄捜査一課長 役
- 最愛 第6話（2021年11月19日、TBSテレビ） - 湯浅 役
- インビジブル 第1話（2022年4月15日、TBSテレビ） - 石子編集長 役
- パンドラの果実科学犯罪捜査ファイル Season1 第3話（2022年5月7日、日本テレビ） - 柿本輝義 役
- 空白を満たしなさい 第3話（2022年7月16日、NHK総合） - 佐藤稔 役
- 僕の姉ちゃん（2022年7月28日 - 9月29日、テレビ東京） - 石田部長 役
- 石子と羽男-そんなコトで訴えます?- 最終話（2022年9月16日、TBSテレビ） - 犬塚 役
- サワコ〜それは、果てなき復讐（2022年10月2日 - 12月4日、BS-TBS） - 音川智治 役
- 罠の戦争 第5話・第9話（2023年2月13日・3月20日、関西テレビ・フジテレビ） - 辰吉貴士 役
- テレビとはあついものなり〜放送70年TV創世記〜（2023年3月21日、NHK総合） - 飯田次男 役[5]
- 私がヒモを飼うなんて 第5話 - 第7話（2023年4月26日 - 5月10日、TBSテレビ） - 不破勇 役
- それってパクリじゃないですか? 第7話・第8話（2023年5月24日・31日、日本テレビ） - 今宮 役
- トリリオンゲーム 第3話（2023年7月28日、TBSテレビ） - 店長 役
- 転職の魔王様 第6話（2023年8月21日、関西テレビ・フジテレビ） - 澤村 役
- ノッキンオン・ロックドドア 第7話・第8話（2023年9月9日・16日、テレビ朝日） - 片桐浩介 役
- 闇バイト家族 第5話・第6話（2024年2月3日・10日、テレビ東京） - 牧田浩一郎 役[6][7]
- 月曜プレミア8（テレビ東京）
  - 今野敏サスペンス 炎上 警視庁強行犯係 樋口顕（2024年4月1日） - 沼田誠二 役[8]
  - 警視庁ゼロ係〜スカイフライヤーズ〜（2024年7月22日） - 難波文和 役[9]
- 9ボーダー（2024年4月19日 - 6月21日、TBSテレビ） - 新浜良則 役[10]
- Believe-君にかける橋-（2024年4月25日 - 6月20日、テレビ朝日） - 桑原誠 役[11]
- 科捜研の女 season24 第5話（2024年7月31日、テレビ朝日） - 奥寺幸太郎 役[12]
- 相棒 Season23 第12話（2025年1月22日、テレビ朝日） - ライリー櫻井 役
- 法廷のドラゴン 第7話（2025年2月28日、テレビ東京） - 坂手章市 役[13]
- ディアマイベイビー〜私があなたを支配するまで〜（2025年4月5日 - 6月21日、テレビ東京） - 奥村進 役[14]
- ムサシノ輪舞曲（2025年4月19日 - 6月21日、テレビ朝日） - 沼田久志 役[15]
- 誘拐の日（2025年7月8日 - 、テレビ朝日） - 秦圭佑 役[16]

### テレビ番組
- ゴッドタン 「私の落とし方発表会」（2016年8月13日・10月29日・2017年2月25日・7月29日、テレビ東京） - カメラマン・岩谷 役[2]

### 配信ドラマ
- 全裸監督 第8話（2019年8月8日、Netflix）
- 乃木坂シネマズ〜STORY of 46〜 第8話（2020年2月12日、FOD）
- 運命から始まる恋～You are my Destiny～ 第6・9話（2020年5月16日・6月6日、FOD）
- 殺したいほど疲れてる!〜「共演NG」のホントにNGな舞台裏〜（2020年10月26日 - 12月14日、Paravi） - 戸沢寛治 役[17]
- 箱庭のレミング（2021年6月24日、ABEMA） - 刑事らしき男 役
- 恋に落ちたおひとりさま 〜スタンダールの理論〜（2022年3月18日、Amazon Prime Video）
- すべて忘れてしまうから（2022年9月14日 - 11月16日、Disney+[注 1]） - 常連客 役
- 目の毒すぎる職場のふたり（2022年11月4日 - 12月17日、Hulu）
- First Love 初恋（2022年11月24日、Netflix）
- インシデンツ（2022年12月23日 - 2013年1月13日、DMM TV）
- A2Z（2023年2月3日、Amazon Prime Video） - 藤井局長 役
- 地面師たち（2024年7月25日、Netflix） - 羽場理事官 役[19]
- 罵倒村（2025年5月13日、Netflix）[20]

### ラジオドラマ
- 青春アドベンチャー「僕たちはもう帰りたい」（2019年10月、NHK-FM）

### 映画
- お墓がない!（1998年2月7日、原隆仁監督）
- ボトルシップ（2012年、金谷真由美監督）
- 最近、妹のようすがちょっとおかしいんだが。（2014年5月17日、青山裕企監督）
- はじめての悪魔祓い（2014年8月30日、中村公彦監督）
- 超能力研究部の3人（2014年12月6日、山下敦弘監督）
- 太陽の蓋（2016年7月16日、佐藤太監督）
- にがくてあまい（2016年9月10日、草野翔吾監督）
- SCOOP!（2016年10月1日、大根仁監督）
- ぼくのおじさん（2016年11月3日、山下敦弘監督）
- At the terrace テラスにて（2016年11月5日、山内ケンジ監督）
- ジムノペディに乱れる（2016年11月26日、行定勲監督）
- 美しい星（2017年5月26日、吉田大八監督）
- 三度目の殺人（2017年9月9日、是枝裕和監督）
- エルネスト（2017年10月6日、阪本順治監督）
- カレーライス（2018年2月24日、奥野俊作監督）
- ゼニガタ（2018年5月26日、綾部真弥監督）
- 僕のいない学校（2018年、日原進太郎監督）
- 止められるか、俺たちを（2018年10月13日、白石和彌監督）
- 十年 Ten Years Japan「美しい国」（2018年11月3日、石川慶監督）
- ハード・コア（2018年11月23日、山下敦弘監督）
- 来る（2018年12月7日、中島哲也監督）
- 岬の兄妹（2019年3月1日、片山慎三監督） - 白木 役
- 空母いぶき（2019年5月24日、若松節朗監督） - 一之瀬隆 役
- アイムクレイジー（2019年8月24日、工藤将亮監督）
- 最初の晩餐（2019年11月1日、常盤司郎監督） - 医師 役
- STAY（2019年、ウォートン・リグビー監督）
- 屍人荘の殺人（2019年12月13日、木村ひさし監督）
- 明日、キミのいない世界で（2020年1月10日、HiROKi監督）
- ショートムービー 伊藤万理華EXHIBITION「HOMESICK」（2020年1月24日、柳沢翔監督）
- もみの家（2020年3月20日、坂本欣弘監督）
- ゾッキ（2021年4月2日、竹中直人・山田孝之・齊藤工監督）
- ロストケア（2023年3月24日、前田哲監督）[21][22]
- ラストマイル（2024年8月23日、塚原あゆ子監督） - 犬岡純也 役
- almost people「次女のはなし」（2023年9月30日、守屋文雄監督）[23]
- 輝け星くず（2024年6月15日、西尾孔志監督） - 慎介 役[24]

### 配信映画
- 新幹線大爆破（2025年4月23日）- 川越吉晴[25] 役

### 舞台
- 岩谷健司プロデュース『隠し砦の三悪人ショー』（2000年）
- 岩谷健司プロデュース『ソムリエのはらわた』（2000年）
- 九十九一プロデュース『祭り』（2000年）
- 岩谷健司プロデュース『SORAOTOKO』（2002年）
- 岩谷健司プロデュース『零点大将』（2002年、村松利史演出）
- 岡部たかしプロデュース『着メロにご用心』（2003年、村松利史演出）
- 午後の男優室『午後の男優室発表会』（2003年、村松利史演出）
- 午後の男優室『もずく酢』（2003年、村松利史演出）
- 山内健司の演劇『葡萄と密会』（2004年、山内ケンジ演出）
- 午後の男優室『登戸』（2004年、村松利史演出）
- 城山羊の会『新しい歌』（2008年、山内ケンジ演出）
- たけだあき遅刻『それで、』（2010年、たけだあき演出）
- 城山羊の会『微笑の壁』（2010年、山内ケンジ演出）
- 岡部たかし・大地輪子プロデュース『切実』（2011年、岡部たかし演出）
- 城山羊の会『探索』（2011年、山内ケンジ演出）
- 城山羊の会『効率の優先』（2013年、山内ケンジ演出）
- ミステリーナイト『イスカの嘴』（2013年、岡部たかし演出）
- 城山羊の会『身の引きしまる思い』（2013年、山内ケンジ演出）
- 昨日の祝賀会『冬の短編』（2013年、岡部たかし演出）
- 射手座の行動『行動・1』（2014年、ふじきみつ彦演出）
- 城山羊の会『トロワグロ』（2014年、山内ケンジ演出）
- 切実『ふじきみつ彦・山内ケンジ傑作短篇集』（2015年、岡部たかし演出）
- 城山羊の会『仲直りするために果物を』（2015年、山内ケンジ演出）
- 城山羊の会『水仙の花　narcissus』（2015年、山内ケンジ演出）
- 城山羊の会『自己紹介読本』（2016年、山内ケンジ演出）
- 城山羊の会『自己紹介読本』（再演）（2018年、山内ケンジ演出）
- 城山羊の会『テアトロコント vol.25』（2018年）
- 切実『切実』（2018年、岡部たかし演出）
- 城山羊の会『埋める女』（2018年、山内ケンジ演出）
- 切実『テアトロコント vol.38』（2019年、ふじきみつ彦作、岡部たかし演出）
- 明後日ホームルーム『業者を待ちながら』（2019年、森岡龍脚本・演出）
- 首都演劇部旗揚げ公演『スティングガールズ』（2020年、岩崎う大作、仁同正明演出）
- 城山羊の会『石橋けいのあたしに触らないで!』（2020年、山内ケンジ演出）
- 城山羊の会『勝手に唾が出てくる甘さ』（2025年、山内ケンジ演出）[26]

### CM
- にゃんこ大戦争 「にゃんでだろう総集」篇（2021年）
- ザイマックス『ZXY』（2022年）
- 味の素「白チャーハン 減塩がぐーっと!」篇（2023年）
- ロート製薬『ロートクリニカル抗菌目薬i』（2023年）
- GO株式会社 タクシーアプリ GO「GOする！取り合い」篇（2021年6月 - ）[27]